# 1936 год в истории метрополитена
В этой статье перечисляются основные  события из истории метрополитенов в 1936 году. Полужирным шрифтом выделены открытия новых транспортных систем.

## События
- На Линии Метрополитен в Лондоне открыты станции: Баркинг, Ист-Хэм, Аптон-парк, Плейстоу, Вест-Хэм, Бромли-бай-Боу, Боу-роуд, Майл-Энд, Степни-Грин, Уайтчепл[1].